# Santiago Aguilar Oliver
Santiago (Cándido) Aguilar Oliver (Villanueva de Gállego, Zaragoza; 3 de octubre de 1899-Madrid, 22 de abril de 1953) fue escritor, crítico, guionista, cantante lírico, compositor y actor de cine español.
En su familia no había antecedentes artísticos, era hijo de un veterinario de Villanueva de Gállego (Zaragoza), Santiago Aguilar, y de Carmen Oliver. Estudió canto en Barcelona pero a la muerte prematura de su padre fue enviado a estudiar a Madrid con una hermana de su padre, Trini Aguilar, que terminaría criándole. Pronto surgió en él su vena artística, sobresaliendo en los temas literarios y musicales (aprendió canto con Joaquina Ortiz, alumna de Julián Gayarre y profesora más tarde de Imperio Argentina).
fue crítico del periódico Madrid (periódico)|Madrid] y del diario Ahora, redactor de la revista Cinegramas y autor de los libros Charlie Chaplin, el genio del séptimo arte , Sensacionario Aguafuertes de Castro Gil, La novia del Éxito (Diana Durbin) , Danielle Darrieux Su vida  Su Arte (1940) y JUANCHO,fue también guionista de cine. Junto a Adolfo Aznar fundó la productora Cinematografistas Españoles Unidos.
Escribió música para películas e intervino como actor en alguna: Agustina de Aragón, de Florián Rey, Prim, de José Buchs, y en varias de Aznar.
Autor teatral de las obras Redimirse, Malena y Palmira, Gitanesca, Travesura de Pierrot.
Escribió también letras para canciones como "Manoli (Vals Romántico)" , con música de Joaquina Ortiz, alumna de Julián Gayarre y profesora más tarde de Imperio Argentina.
Autor del libreto de la opera Christvs con música de Juan Álvarez García (concebida  para Miguel Fleta Burro) y estrenada el 11 de febrero de 1936 en el Teatro Calderón (Madrid); reestrenada por su hijo Miguel Fleta en el Teatro Principal  el 6 de marzo de 1943) y Galatea, realizó en éstas incursiones como cantante.

## Filmografía
- Gratitud (1917). Dirección y diálogos de Santiago Aguilar. Gratitud (1917)
- Corazones sin rumbo (1928). Dirección de Benito Perojo y Gustav Ucicky, diálogos de Santiago Aguilar.Corazones sin rumbo (1928)
- Agustina de Aragón (1929). Dirección y diálogos de Florián Rey; Santiago Aguilar como actor secundario.Agustina de Aragón (1929)
- Prim (1930). Dirección y diálogos de José Buchs; Santiago Aguilar como actor secundario.Prim
- El milagro del Cristo de la Vega (1941). Dirección de Adolfo Aznar, diálogos de Santiago Aguilar.El milagro del Cristo de la Vega (1941)
- Todo por ellas (1942). Dirección de Adolfo Aznar, diálogos de Santiago Aguilar.Todo por ellas (1942)
- Con los ojos del alma (1943). Dirección de Adolfo Aznar, diálogos de Santiago Aguilar.Con los ojos del alma (1943)
- Vida de los ferroviarios y sus colegios de huérfanos (1944). Dirección de Tomás Aznar, diálogos de Santiago Aguilar.La vida de los ferroviarios y sus colegios de huérfanos (1944)
- María Fernanda, la Jerezana (1946). Dirección de Enrique Herreros, diálogos de Santiago Aguilar.María Fernanda la Jerezana
- Cervantes y su obra inmortal (Biografía cervantina) (1947). Dirección de Antonio Valero de Bernabé, diálogos de Santiago Aguilar. CEU (Cinematografistas Españoles Unidos.Cervantes y su obra inmortal

- Dos mujeres y un rostro (1947). Dirección de Adolfo Aznar, diálogos de Santiago Aguilar.  CEU Cinematografistas Españoles Unidos.Dos mujeres y un rostro
- El rey de Sierra Morena (1949). Dirección de Adolfo Aznar, diálogos de Santiago Aguilar.El Rey de Sierra Morena